# Conchita Wurst
Conchita Wurst, nome artístico de Thomas Neuwirth (Gmunden, 6 de novembro de 1988), é um cantor, compositor e drag queen austríaco que representou a Áustria no Festival Eurovisão da Canção de 2014, em Copenhague, Dinamarca, com a música "Rise Like a Phoenix" e venceu o concurso.

## Vida
Nascido em Gmunden, na Áustria, Neuwirth mudou-se para Graz para fazer seu exame matura com foco em moda, antes de embarcar em uma carreira de cantor através do show de elenco de Starmania em 2007. Ele posteriormente se tornou um membro fundador da boyband de curta duração Jetzt Anders!. Em 2011, Neuwirth começou a aparecer como Conchita - uma personagem feminina conhecida pela sua barba - e ficou em segundo lugar na pré-selecção austríaca para o Eurovision Song Contest 2012. Conchita foi selecionada para representar a Áustria no Festival Eurovisão da Canção 2014, onde sua performance recebeu o maior número de pontos e resultou em sua vitória no concurso. Isso chamou sua atenção internacional e a estabeleceu como um ícone gay, resultando em convites para se apresentar em várias paradas do orgulho, no Parlamento Europeu e no Escritório das Nações Unidas em Viena.[carece de fontes?]
Em abril de 2018 assumiu publicamente ser portador do vírus HIV já há alguns anos. Revelou em entrevistas que seu ex-namorado ameaçou vir a público revelar este segredo, que só o artista e sua família, além dele, sabiam, e então Conchita decidiu abrir sua vida pessoal aos fãs e à imprensa. Informa estar bem de saúde, com carga viral indetectável, visto que toma antirretroviral.[carece de fontes?]

## Discografia
- Conchita (2015)
- From Vienna with Love (2018)
- Truth Over Magnitude (2019)

## Reconhecimento
Em dezembro de 2014, foi eleita uma das 100 mulheres mais influentes do mundo pela BBC.